# Alloherpesviridae
 (Octobre 2021).
Alloherpesviridae est une famille de virus appartenant à l'ordre des Herpesvirales. Cette famille comprend des espèces qui infectent les poissons et les amphibiens. Cette famille peut être divisée en deux clades: l'un composé de virus ayant pour hôtes les cyprinidés (poisson d'eau douce) et anguillidés (poissons serpentiformes) et l'autre de virus ayant pour hôtes les ictaluridés (poissons-chats), salmonidés (saumons), acipenseridés (esturgeons) et ranidés. Il existe actuellement 13 espèces dans cette famille, réparties en quatre genres. Cette famille provoque notamment la maladie du poisson-chat,.

## Taxonomie
Alloherpesviridae a été établie en tant que famille en 2005.

### Genres
Cette famille contient les quatre genres suivants:
- Batrachovirus
- Cyprinivirus
- Ictalurivirus
- Salmonivirus